# Metapopulatie
Een metapopulatie is een groep ruimtelijk gescheiden populaties van een organisme, die een bepaalde interactie vertonen. Door het systeem te beschrijven in termen van metapopulaties kan men populatiedynamica beschrijven die niet mogelijk is met een "nuldimensionaal" model (waar het ruimtelijke aspect niet wordt meegenomen en een populatie alleen wordt beschreven in termen van het totale aantal organismen). Met name kan een soort bijvoorbeeld in ieder afzonderlijk gebiedje uitsterven, maar door (her)kolonisatie van lege gebiedjes toch blijven bestaan. Met metapopulaties probeert men onder meer in te schatten wat de effecten zijn van een reductie van een al gefragmenteerd habitat.
Het begrip metapopulatie werd in 1970 ingevoerd door Richard Levins en verder uitgewerkt door onder anderen Ilkka Hanski.

## Het model van Levins
Het oorspronkelijke model van Levins nam aan dat een populatie bestaat uit een groot aantal ruimtelijk gescheiden geschikte patches, die in twee toestanden kunnen verkeren, 'bewoond' en 'onbewoond'. Er is een zekere waarschijnlijkheid per tijdseenheid dat de populatie in een 'bewoonde' patch uitsterft, maar ook is het mogelijk dat een lege patch door migratie wordt ge(her)koloniseerd. De toestand van het systeem als geheel wordt aangegeven door de fractie 'bewoonde' patches (die ligt tussen 0 en 1) en we kunnen een gewone differentiaalvergelijking opstellen voor deze fractie, die we hier met p aanduiden.

### Wiskundige beschrijving
Er is een negatieve bijdrage aan de groei door uitstervende populaties, en die bijdrage zal evenredig zijn met het aantal nog bestaande populaties, met een evenredigheidsconstante e (extinctie). De kolonisatie door migratie kunnen we op de eenvoudigste wijze beschrijven door aan te nemen dat het aantal succesvolle kolonisaties evenredig zal zijn met het aantal bestaande populaties, maar ook met het aantal nog vrije patches: als er bijna geen levende populaties zijn zal er weinig kolonisatie plaatsvinden, maar ook als het systeem bijna 'vol' is, zal er niet veel meer worden gekoloniseerd. De evenredigheidsconstante voor dit proces noemen we m (migration) en Levins kwam zo uit op de differentiaalvergelijking
{\displaystyle {\frac {\mathrm {d} p}{\mathrm {d} t}}=mp(1-p)-ep}.
Deze vergelijking heeft twee evenwichtspunten:
- p1 = 0 (triviaal)
- p2 = 1 - e/m

De stabiliteit van de evenwichten is afhankelijk van de waarden van e en m: voor e > m is het triviale evenwicht stabiel en p2 instabiel, maar ook negatief en dus niet relevant. In dit geval zal dus de eindtoestand zijn dat de populatie geheel uitsterft. Voor m > e is de migratie sterk genoeg om het uitsterven te voorkomen. Het evenwicht p = 0 is instabiel en dat op p = 1 - e/m is stabiel. We zien dus dat bij evenwicht altijd een fractie e/m van de patches onbewoond is. Merk overigens op dat de differentiaalvergelijking zo in feite een gemodificeerde logistische functie oplevert.

### Levins rule
Uit dit vereenvoudigde model van een metapopulatie kan men de volgende vuistregel afleiden voor de gevolgen van een plotselinge reductie in het aantal patches in de habitat:
Een voldoende voorwaarde voor het overleven van een metapopulatie na een verstoring is dat het aantal overgebleven patches groter is dan het aantal geschikte maar lege patches vóór de verstoring.
Dit kan als volgt worden ingezien: stel dat we ineens een fractie 1 - h van het leefgebied vernietigen, dan is nu slechts een fractie h - p beschikbaar voor kolonisatie, zodat de vergelijking verandert in
{\displaystyle {\frac {\mathrm {d} p}{\mathrm {d} t}}=mp(h-p)-ep}.
Men kan dan aantonen dat de stabiliteit van het evenwicht afhangt van de grootte van h: het evenwicht ligt nu bij
p = h - e/m, en dat evenwicht verdwijnt dus als h < e/m. Deze vuistregel kan echter niet zonder meer worden toegepast in de praktijk omdat het model te simpel is en veel relevante factoren niet mee kan nemen. De vuistregel heeft vooral heuristische waarde, en maakt aannemelijk dat er een minimaal aantal geschikte patches moet overblijven om uitsterven van de soort te voorkomen.

### Zwakke punten
Het vereenvoudigde model van Levins (evenals soortgelijke modellen) heeft een aantal zwakke punten.
- De aanname dat de populatie en de tijd continue variabelen zijn, is alleen gerechtvaardigd bij een zeer groot aantal patches. Bij een kleiner aantal patches zullen statistische fluctuaties ook een grotere rol spelen en neemt bijvoorbeeld de kans toe dat alle patches uitsterven ook al 'voorspelt' Levins vergelijking een stabiel evenwicht. Het systeem wordt dan meer stochastisch, terwijl Levins' model zuiver deterministisch is.
- Het model kent maar twee toestanden voor een patch: bewoond of onbewoond: het model neemt impliciet aan dat de "lokale dynamica" zeer snel is: een gekoloniseerd gebied zal snel op het lokale evenwicht zitten, dat onafhankelijk is van wat er elders gebeurt.
- Het model is 'ongestructureerd': het neemt aan dat alle patches gelijkwaardig zijn, terwijl in werkelijkheid de situatie in een bepaalde patch meer afhangt van nabije patches dan van ver weg gelegen gebieden.

Verdere verfijningen van de modellen ondervangen deze bezwaren, bijvoorbeeld door een expliciet stochastisch element in de modellen op te nemen, de ruimtelijke spreiding van de gebiedjes mee te nemen of het lokale evenwicht afhankelijk te maken van migratie (en daarmee van de situatie in omringende patches).